# Derwent Valley Mills
Derwent Valley Mills langs de Derwent in Derbyshire, Engeland is in 2001 aangewezen als Werelderfgoed. Het moderne fabriekssysteem werd hier in de 18e eeuw ontwikkeld om de nieuwe technologie om katoen te spinnen, ontwikkeld door Richard Arkwright, te huisvesten. Het ontwikkelen van industriële gebouwen op het platteland betekende ook het bouwen van huizen voor de arbeiders.
Het gebied ligt in de gemeenten Cromford, Belper, Milford, Darley Abbey en Lombe's Mills, en omvat 867 gebouwen.
Centraal gelegen in dit gebied is Cromford Mill, de eerste water-aangedreven katoenspinnerij, opgericht door Richard Arkwright in 1771.
In het Working Textile Museum bij Richard Arkwright's Masson Mill zijn ongeveer 680.000 klossen te zien.